# 孟加拉国护照
孟加拉國護照是孟加拉国公民前往國外旅行的必要文件。他由孟加拉國內政部移民與護照管理部門設計、印刷以及發行。護照上記錄了持證人的身份信息和手指指紋以及雙眼虹膜。是南亞地區第一本擁有生物識別功能的護照文件。

## 歷史
在未發行可機讀護照之前，孟加拉護照仍為手寫的傳統護照。2010年，時任孟加拉總理的谢赫·哈西娜宣佈將發行新的可機讀護照以代替已發行了660萬份的舊版傳統孟加拉護照。

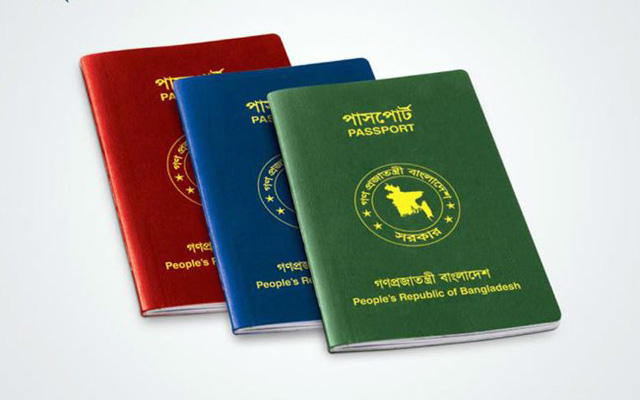
孟加拉的三款護照

2016年，該國政府再次宣佈發行最新的生物特徵護照的計劃。政府計劃與一家德國企業共同發行新的護照，並在該國的多個入境口岸設置電子閘口。

## 護照類型
- 普通護照：發給孟加拉國普通公民用於國際旅行，如度假、學習、出差等。
- 公務護照：發給孟加拉國政府僱員、政府官員和代表孟加拉國政府處理公務的個人。公務護照持有者可免除通常適用於孟加拉國公民的許多簽證要求。
- 外交護照：發給孟加拉外交官、高級政府官員和外交信差。與普通護照持有人不同，外交護照持有人可以免簽證進入更多國家。

## 護照外觀

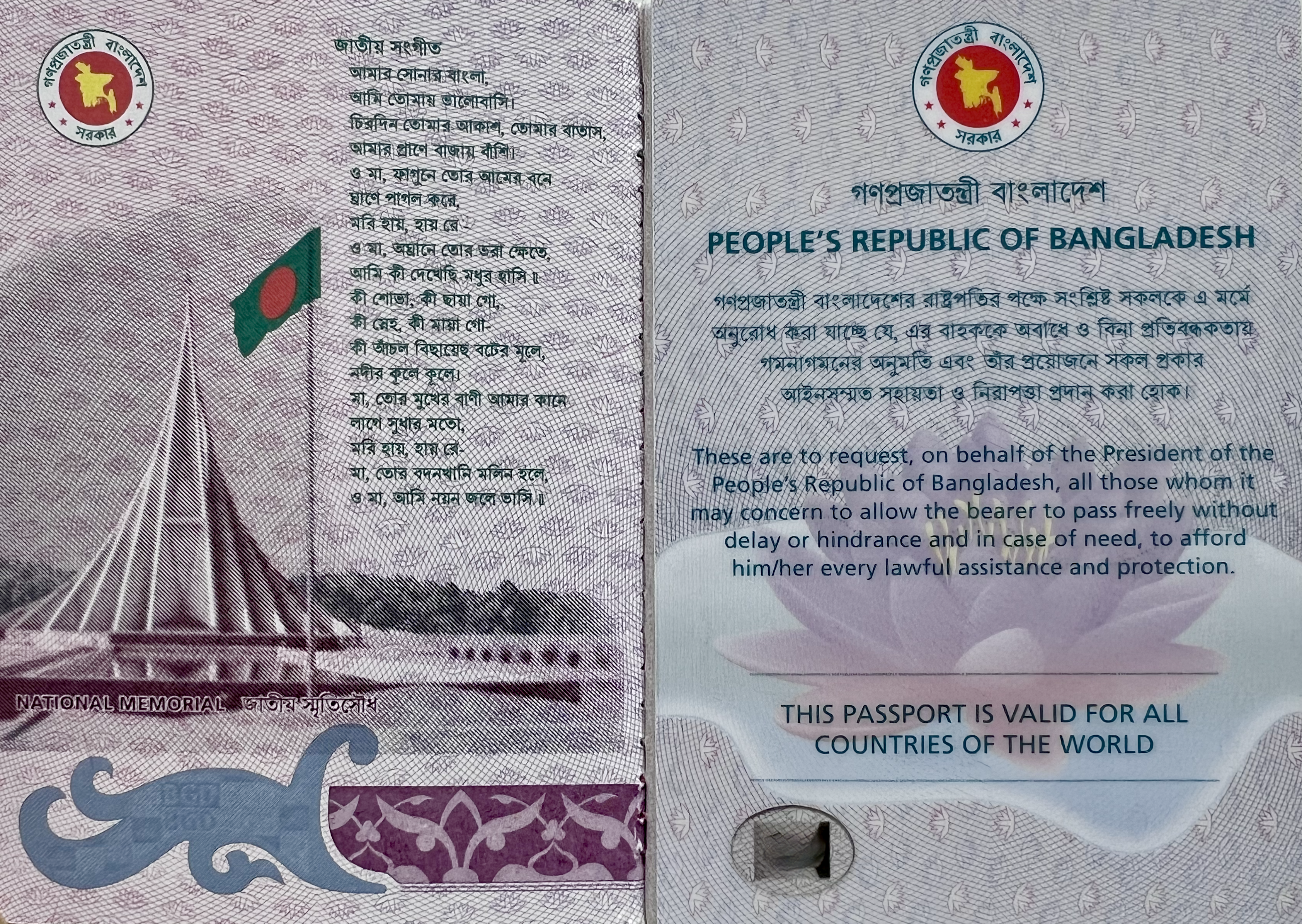
現正使用的孟加拉護照的內封面

孟加拉國護照封面為深綠色，封面中央印有金色的孟加拉國政府印章。 印章上方刻有「পাসপোর্ট」（孟加拉語）和「passport」（英文）字樣。印章下方「গণপ্রজাতন্ত্রী বাংলাদেশ」（孟加拉語）；「People's Republic of Bangladesh」（英文）； 並刻有國際電子護照符號。 標準的孟加拉護照有48頁。

### 護照聲明
护照包含其签发国的声明，用来知会其它所有国家，证明持有人具有簽發国的公民身份，并且请求允许其过境，同时享有国际法所规定的待遇。孟加拉國护照内的声明如下:
孟加拉語版本：
[গণপ্রজাতন্ত্রী বাংলাদেশের রাষ্ট্রপতি পক্ষে সংশ্লিষ্ট সকলকে অনুরোধ করা যাচ্ছে. যে এর বাহককে বিনা প্রতিবন্ধকতায় গমনাগমনের অনুমতি এবং তার প্রয়োজনে সকল প্রকার আইনসম্মত সহায়তা ও নিরাপত্তা প্রদান করা হোক ] 错误：{{Lang}}：无效参数：|3=（帮助）
英语版本：
中文語意：
代表孟加拉國人民共和國總統請求所有相關人員允許持證人自由通行，不得延誤或阻礙，並在需要時向他/她提供一切合法協助和保護。
孟加拉人民共和國總統

### 語言
所有孟加拉國護照均為雙語，護照的文字和頁碼均以孟加拉語和英語印製。然而，在2010年4月推出機讀護照之前，舊護照是三種語言的，裡面的所有資訊都用孟加拉語、英語和法語印製。

### 身份證明頁
有關護照持有人的資訊儲存在護照內的嵌入式微處理器晶片上。它也顯示在孟加拉國電子護照的履歷頁和第一頁。欄位名稱（例如名稱）以孟加拉語（孟加拉語）和英語書寫，欄位值僅以英語書寫。不印製有關信仰或職業的資訊。

## 簽證要求

孟加拉公民簽證要求
孟加拉國
免簽證
落地簽
電子簽證
落地簽或電子簽證
需要簽證
禁止入境

根据2025年1月8日发布的亨利护照指数，孟加拉国护照可免签证、落地签证或电子签证入境40个国家和地区，位居世界第100，与利比亚、巴勒斯坦领土护照并列。